# Kajetan Borowski
Kajetan Borowski (ur. 11 stycznia 1990 roku w Tarnowie) – polski pianista i kompozytor. Absolwent Akademii Muzycznej im. Karola Szymanowskiego w Katowicach, obecnie jej wykładowca. Od początku swojej działalności artystycznej lider własnego trio. 
Współtwórca zespołów: Piotr Budniak Essential Group, Julia Kania Quartet, Sandwich On The Floor. Stypendysta Ministra Nauki i Szkolnictwa Wyższego, laureat nagród na konkursach jazzowych m.in. Poznań Blue Note Competition, Tarnów Jazz Contest, Jazz Juniors, RCK Pro Jazz. Nominowany do nagrody polskiego przemysłu muzycznego Fryderyk 2017 w kategorii Muzyka Jazzowa - Debiut Roku.

## Dyskografia
Piotr Budniak Essential Group "Simple Stories About Hope And Worries" (Soliton, 2015)
Kajetan Borowski Trio "Totem"(Inetive Records, 2016)
Piotr Budniak Essential Group "Into The Life" (SJ Records, 2017)
Julia Kania "here" (SJ Records, 2017)
Piotr Budniak Essential Group "The Days Of Wine And Noises" (Inetive Records, 2018)

## Nagrody i wyróżnienia
| Rok  | Nagroda                                                                 | Stopień wyróżnienia  |
| ---- | ----------------------------------------------------------------------- | -------------------- |
| 2012 | 5th Azoty Tarnów Jazz Contest - Nagroda "Osobowość Regionu"             | Laureat              |
| 2013 | II Ogólnopolski Festiwal Improwizacji i Interpretacji Jazzowej          | II Nagroda           |
| 2013 | II Ogólnopolski Festiwal Improwizacji i Interpretacji Jazzowej          | Nagroda Publiczności |
| 2013 | Stypendium Ministra Nauki i Szkolnictwa Wyższego za wybitne osiągnięcia | Laureat              |
| 2014 | Poznań Blue Note Competition - Kajetan Borowski Trio                    | Wyróżnienie          |
| 2014 | 7th Azoty Tarnów Jazz Contest - Kajetan Borowski Trio                   | II Nagroda           |
| 2015 | Stypendium Artystyczne Prezydenta Miasta Tarnowa                        | Laureat              |
| 2015 | Międzynarodowy Konkurs Młodych Zespołów Jazzowych Jazz Juniors          | III Nagroda          |
| 2017 | JazzSoul.pl - Polski Jazzowy Debiut Roku (za album "Totem")             | Laureat              |
| 2017 | Fryderyk 2017 - JAZZ: Debiut Roku                                       | Nominacja            |